# Blaasvormen

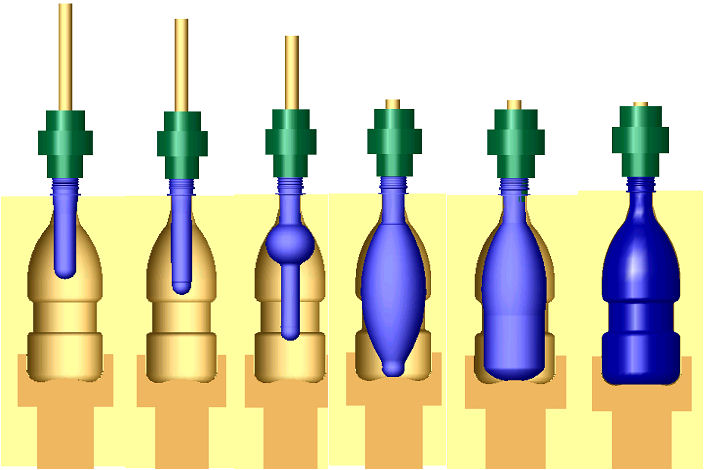
Een computeranimatie van het blaasvormproces. Perslucht drukt de nog weke kunststof tegen de binnenzijde van de mal.

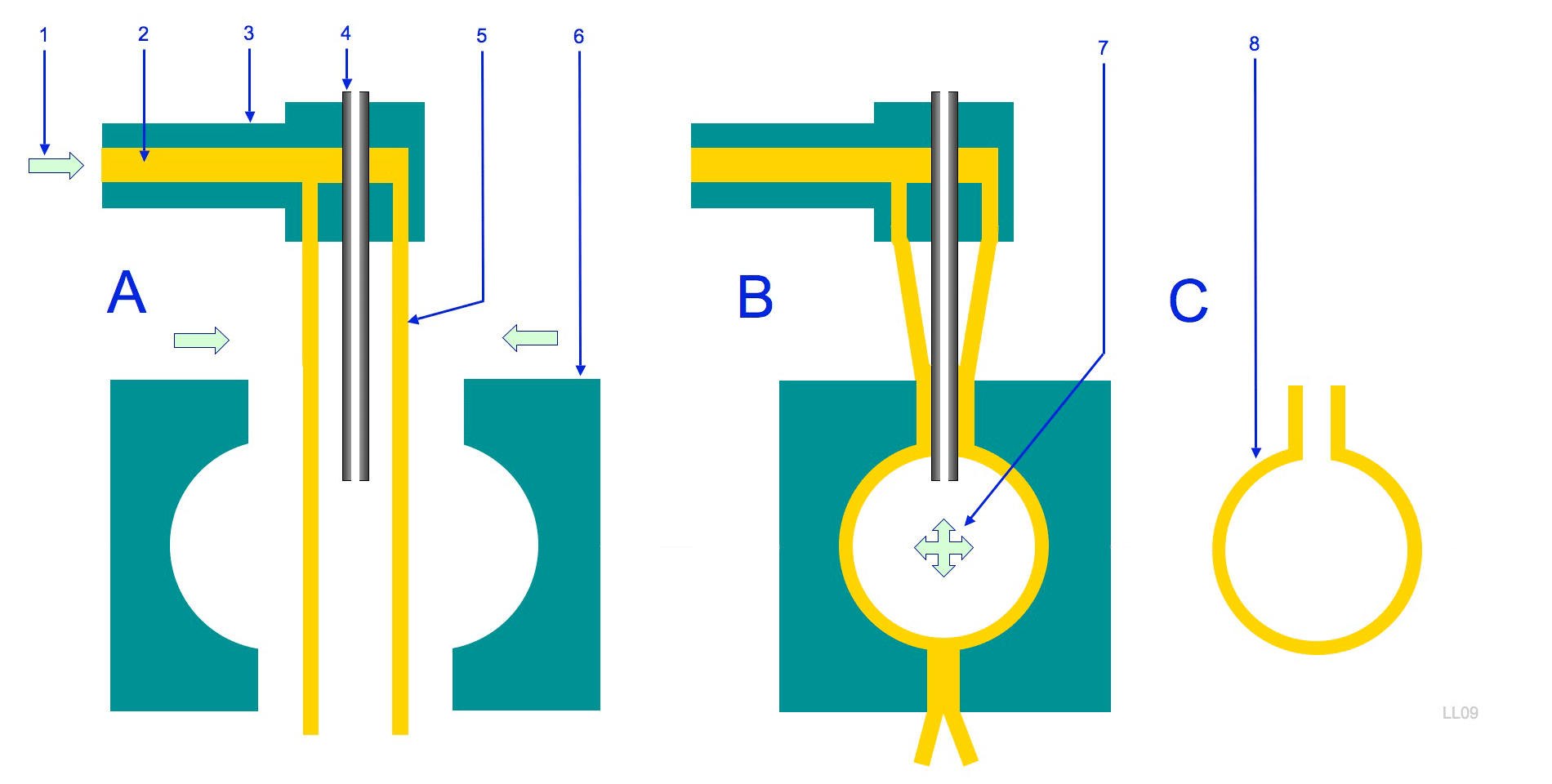
Blaasvormen. 1 Extrudervoeding. 2 Vloeibaar kunststof. 3 Kop van de extruder. 4 Lans (waar de perslucht doorheen kan). 5 Prevorm (slang van heet kunststof). 6 Gereedschapvorm. 7 Perslucht die de nog weke kunststof tegen de wand drukt. 8 Eindvorm.

Blaasvormen is een vormgeeftechniek voor het maken van thermoplasten met een holle vorm (bijvoorbeeld flessen).

## Proces
Het blaasvormproces bestaat uit drie fasen.
- Fase A. In de deze fase wordt er een thermoplast geëxtrudeerd in een zogenaamde voorvorm (5). Dit kan een buis of een holle druppel zijn.
- Fase B. In de tweede fase wordt met behulp van gas (7), meestal perslucht, de nog weke thermoplast tegen een vorm (6) gedrukt. Na het afkoelen van de thermoplast is de vorm bevroren en kan uit de vorm worden geworpen.
- Fase C. Op de afknelvlakken van de mal (6) ontstaan vliezen. Deze vliezen worden in deze fase verwijderd. Het kan ook zijn dat bij het uitwerpen van het product (8) het gereedschap (6) zo ontworpen is dat bij het uitwerpen gelijktijdig de vliezen worden afgeschoven (afsnijden).

## Soorten blaasvormen
Er zijn drie soorten blaasvormen:
- Extrusie blaasvormen. Het kenmerk van dit blaasvormproces is dat een doorlopende holle prevorm aan beide zijden wordt afgeklemd. Bij een geblazen fles als voorbeeld is aan de onderzijde dan ook een afknelnaad zichtbaar.

- Injectie blaasvormen of ook wel spuitgietblazen. Anders dan bij het extrusie blaasvormen wordt bij het injectie blaasvormen gebruikgemaakt van een vorm met een gesloten einde (een soort reageerbuis), ook wel 'preform' genoemd.

- Rek blaasvormen (of Blaasgieten). Bij dit type blaasvormproces wordt de prevorm vooraf eerst mechanisch opgerekt waardoor de materiaaleigenschappen aanzienlijk verbeteren. Hierdoor kan de wanddikte, bij gelijkblijvende sterkte, dunner zijn.

## Voordelen
Het voordeel van het blaasvormen zijn de korte cyclustijden en de mogelijkheid van een goede detaillering (schroefdraad). Het blaasvormen is een proces dat zeer geschikt is voor de massafabricage.

## Nadelen
Het nadeel van het blaasproces is dat het gereedschap vrij kostbaar is. Daarom wordt dit proces hoofdzakelijk bij de massafabricage (grote aantallen) toegepast.

## Toegepaste materialen
In principe kunnen alle thermoplasten met deze techniek worden verwerkt. Veel toegepast wordt pet voor frisdrankflessen.

## Toepassingen
Het spuitgietblazen wordt toegepast bij de massafabricage van flessen en potjes. Bijvoorbeeld flessen voor frisdrank, spijsolie en jampotjes.